# Jennifer Jones
Jennifer Jones, pseudonimo di Phylis Lee Isley (Tulsa, 2 marzo 1919 – Malibù, 17 dicembre 2009), è stata un'attrice statunitense, vincitrice dell'Oscar nel 1944 per il film Bernadette e del Golden Globe come attrice non protagonista nel 1974 per L'inferno di cristallo, sua ultima apparizione cinematografica.

## Biografia
Figlia di Flora Mae Suber e Phillip Ross Isley, poco più che ventenne giunse a New York dalla natìa Tulsa, in Oklahoma, per studiare all'Accademia d'Arte Drammatica. Qui conobbe Robert Walker (che sarebbe divenuto poi anch'egli attore), che sposò nel gennaio del 1939. Poco dopo il matrimonio, la Jones tornò in Oklahoma per condurre alcune trasmissioni alla radio.

### A Hollywood

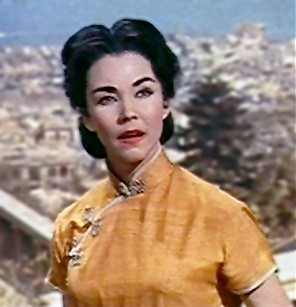
Jennifer Jones nel trailer di L'amore è una cosa meravigliosa (1955)

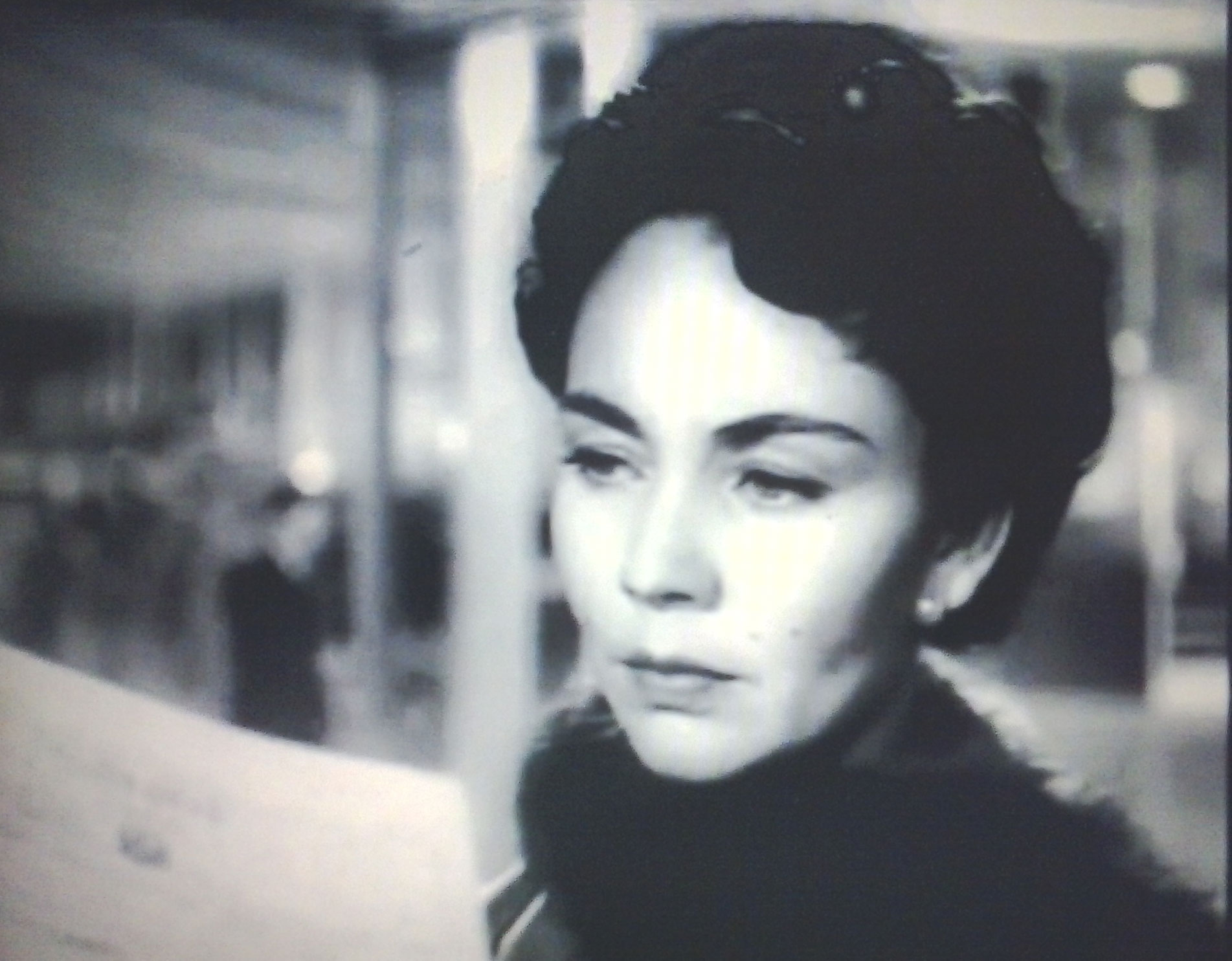
Jennifer Jones in Stazione Termini (1953) di Vittorio De Sica

Successivamente si recò a Hollywood ed esordì nel cinema con il film western Nuove frontiere (1939) di George Sherman, con John Wayne. Grazie alla sua avvenenza, venne notata dal produttore David O. Selznick (che avrebbe poi sposato in seconde nozze nel 1949), il quale le fece ottenere un contratto dalla 20th Century Fox. Nel 1943 l'attrice interpretò il ruolo di protagonista nella pellicola Bernadette di Henry King, film biografico sulla vita di Santa Bernadetta Soubirous, che le fece vincere il premio Oscar alla miglior attrice e fece di lei, a soli venticinque anni, una star.
Per la Paramount interpretò il ruolo di Victoria Morland nel film Gli amanti del sogno, accanto a Joseph Cotten. 
Negli anni seguenti la Jones, sempre sotto l'ala protettrice di Selznick, recitò in pellicole di genere diverso: dal film di propaganda Da quando te ne andasti (1944) di John Cromwell al western Duello al sole (1946) di King Vidor, accanto a Joseph Cotten e Gregory Peck, e nel quale interpretò il sorprendente ruolo di un'ardente meticcia che le conferì ulteriore popolarità, al dramma Il ritratto di Jennie (1948) di William Dieterle, ove impersonò una misteriosa femme fatale, nuovamente al fianco di Joseph Cotten.
Dopo Gli occhi che non sorrisero (1952) di William Wyler e Ruby, fiore selvaggio (1952) di King Vidor, una breve esperienza in Italia la vide lavorare al fianco di Montgomery Clift nel film Stazione Termini (1953) di Vittorio De Sica. Qualche anno dopo, sempre a fianco di De Sica, Alberto Sordi e Rock Hudson, interpretò il ruolo dell'infermiera nel film Addio alle armi (1957) di Charles Vidor, tratto dal romanzo di Ernest Hemingway. Negli anni cinquanta continuò a mietere successi in film di avventura e drammatici, come Il tesoro dell'Africa (1953) di John Huston (1953), accanto a Humphrey Bogart e Gina Lollobrigida, L'amore è una cosa meravigliosa (1955) di Henry King e L'uomo dal vestito grigio (1956) di Nunnally Johnson, ove ritrovò come partner Gregory Peck. Fu nuovamente protagonista in Tenera è la notte (1962), diretta ancora da Henry King ed affiancata da Jason Robards e Joan Fontaine.
Dopo la morte di Selznick nel 1965 decise di abbandonare le scene cinematografiche, anche se poi si convinse ad apparire in due pellicole minori, La strada sbagliata (1966) di Daniel Petrie e Angel, Angel, Down We Go (1969) di Robert Thom. Sarebbe comunque tornata sul set un'ultima volta, a 55 anni, per partecipare come guest star, insieme a molti altri famosi attori, al film catastrofico di grande successo L'inferno di cristallo (1974) di John Guillermin.

### Ultimi anni e morte
Negli anni settanta fu colpita da un cancro al seno, dal quale riuscì comunque a guarire. Morì nel dicembre del 2009 per cause naturali, all'età di novant'anni.
Il suo corpo fu cremato e le sue ceneri vennero sepolte nel Forest Lawn Memorial Park di Glendale, California, accanto al suo secondo marito nella cappella privata di Selznick.
In suo onore venne nominato il pianeta minore 6249 Jennifer.

## Vita privata
Dal matrimonio con il collega Robert Walker, celebrato a Tulsa nel 1939, nacquero due figli, entrambi divenuti attori: Robert Walker Jr. (15 aprile 1940 - 5 dicembre 2019) e Michael Walker (13 marzo 1941). A causa della relazione dell'attrice con il produttore David O. Selznick, lei e Walker si separarono nel 1943 e divorziarono nell'aprile 1945.
Nel luglio del 1949 la Jones sposò Selznick, dal quale ebbe una figlia, Mary Jennifer, nata nel 1954 e deceduta nel 1976. Rimasta vedova di Selznick nel 1965, Jennifer Jones si sposò per la terza volta nel maggio del 1971 con l'industriale Norton Simon, che morì nel giugno del 1993 e dal quale non ebbe figli.

## Filmografia

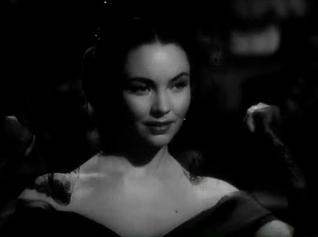
Jennifer Jones in Madame Bovary (1949)

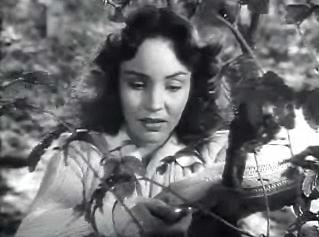
Jennifer Jones in Gli amanti del sogno

- Nuove frontiere (New Frontier), regia di George Sherman (1939)
- The Streets of New York, regia di Anthony Bundsmann (Anthony Mann) (1939)
- In corsa contro il tempo (Dick Tracy's G Men), regia di William Witney e John English (1939)
- Bernadette (The Song of Bernadette), regia di Henry King (1943)
- Da quando te ne andasti (Since You Went Away), regia di John Cromwell (1944)
- Gli amanti del sogno (Love Letters), regia di William Dieterle (1945)
- American Creed, regia di Robert Stevenson (1946) - cortometraggio
- Fra le tue braccia (Cluny Brown), regia di Ernst Lubitsch (1946)
- Duello al sole (Duel in the Sun), regia di King Vidor (1946)
- Il ritratto di Jennie (Portrait of Jennie), regia di William Dieterle (1948)
- Stanotte sorgerà il sole (We Were Strangers), regia di John Huston (1949)
- Madame Bovary, regia di Vincente Minnelli (1949)
- La volpe (Gone to Earth), regia di Michael Powell ed Emeric Pressburger (1950)
- The Wild Heart, regia di Michael Powell, Emeric Pressburger e Rouben Mamoulian (1952)
- Gli occhi che non sorrisero (Carrie), regia di William Wyler (1952)
- Ruby, fiore selvaggio (Ruby Gentry), regia di King Vidor (1952)
- Stazione Termini, regia di Vittorio De Sica (1953)
- Il tesoro dell'Africa (Beat the Devil), regia di John Huston (1953)
- L'amore è una cosa meravigliosa (Love Is a Many-Splendored Thing), regia di Henry King (1955)
- Buongiorno miss Dove! (Good Morning, Miss Dove), regia di Henry Koster (1955)
- L'uomo dal vestito grigio (The Man in the Gray Flannel Suit), regia di Nunnally Johnson (1956)
- Il grande amore di Elisabetta Barrett (The Barretts of Wimpole Street), regia di Sidney Franklin (1957)
- Addio alle armi (A Farewell to Arms), regia di Charles Vidor (1957)
- Tenera è la notte (Tender is the Night), regia di Henry King (1962)
- La strada sbagliata (The Idol), regia di Daniel Petrie (1966)
- Angel, Angel, Down We Go, regia di Robert Thom (1969)
- L'inferno di cristallo (The Towering Inferno), regia di John Guillermin (1974)

## Riconoscimenti
- Premio Oscar
  - 1944 – Migliore attrice per Bernadette
  - 1945 – Candidatura alla miglior attrice non protagonista per Da quando te ne andasti
  - 1946 – Candidatura alla miglior attrice per Gli amanti del sogno
  - 1947 – Candidatura alla miglior attrice per Duello al sole
  - 1956 – Candidatura alla miglior attrice per L'amore è una cosa meravigliosa

## Doppiatrici italiane
- Lydia Simoneschi in Bernadette, Da quando te ne andasti, Gli amanti del sogno, Fra le tue braccia, Duello al sole, Il ritratto di Jennie, Stanotte sorgerà il sole, Madame Bovary, Gli occhi che non sorrisero, Ruby, fiore selvaggio, Stazione Termini, L'amore è una cosa meravigliosa, Buongiorno, Miss Dove, L'uomo dal vestito grigio, Il grande amore di Elisabetta Barret, Addio alle armi
- Rosetta Calavetta ne Il tesoro dell'Africa
- Maria Pia Di Meo in Tenera è la notte
- Anna Miserocchi ne L'inferno di cristallo
- Sonia Scotti ne L'inferno di cristallo (ridoppiaggio)